# الفرن الشمسي في أوديلو

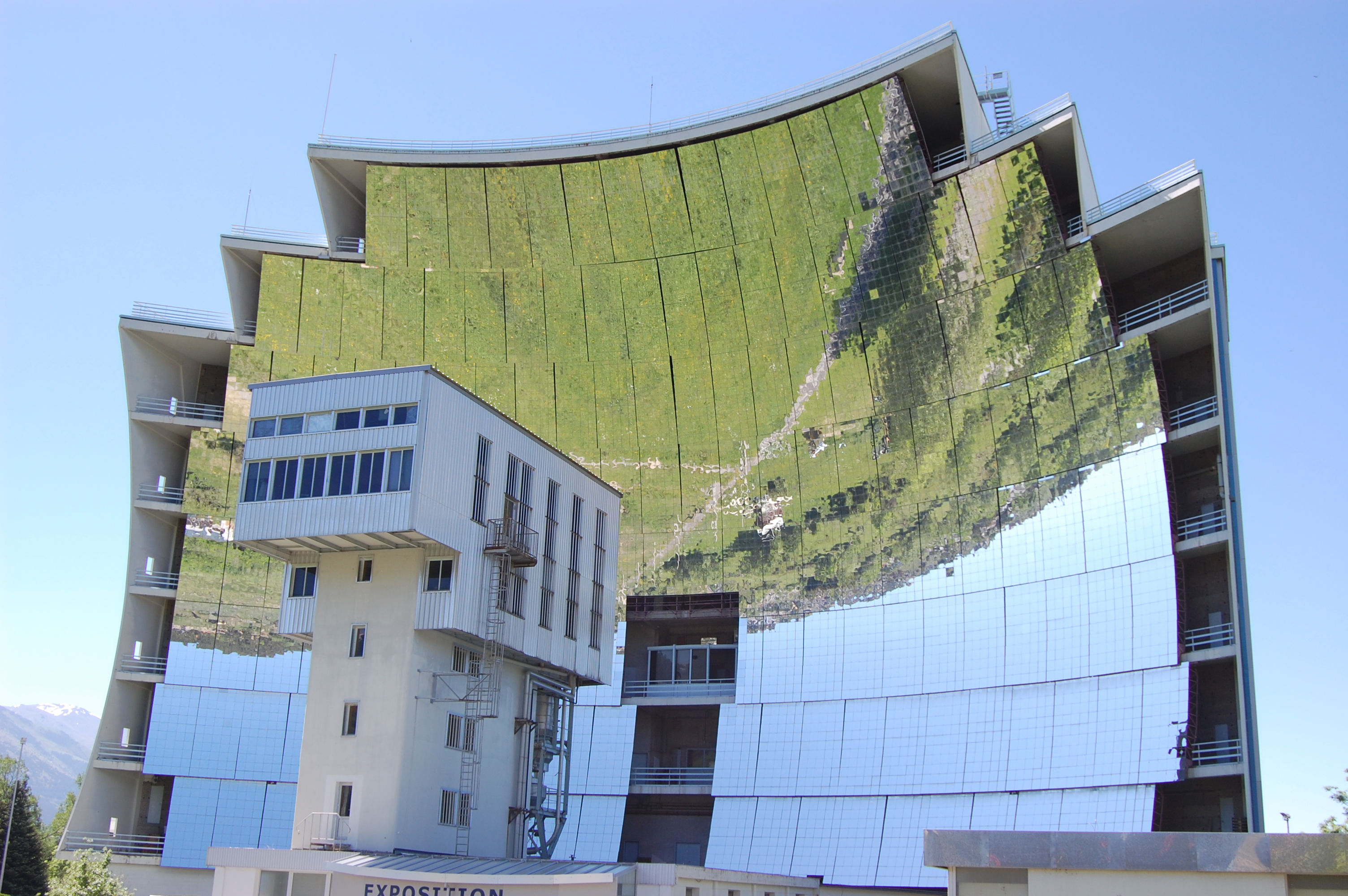
الفرن الشمسي في أوديلو.

الفرن الشمسي في أوديلو هو الفرن الشمسي الأكبر في العالم. ويقع في فونت روميو أوديلو، في إقليم البرانيس الشرقية بباريس، جنوب فرنسا. يصل ارتفاع الفرن حوالي 54 متر، بينما يصل عرضة إلى 48 متر، ويحتوي على 63 هيليوستاتس. تم بناؤه في الفترة ما بين عام 1962 وعام 1968، وبدأ العمل في عام 1970، وتمتلك طاقة تصل إلى 1 ميجاوات.
يعمل الفرن كموقع للأبحاث العلمية لدراسة المواد في درجات الحرارة العالية جدا.

## الجغرافيا

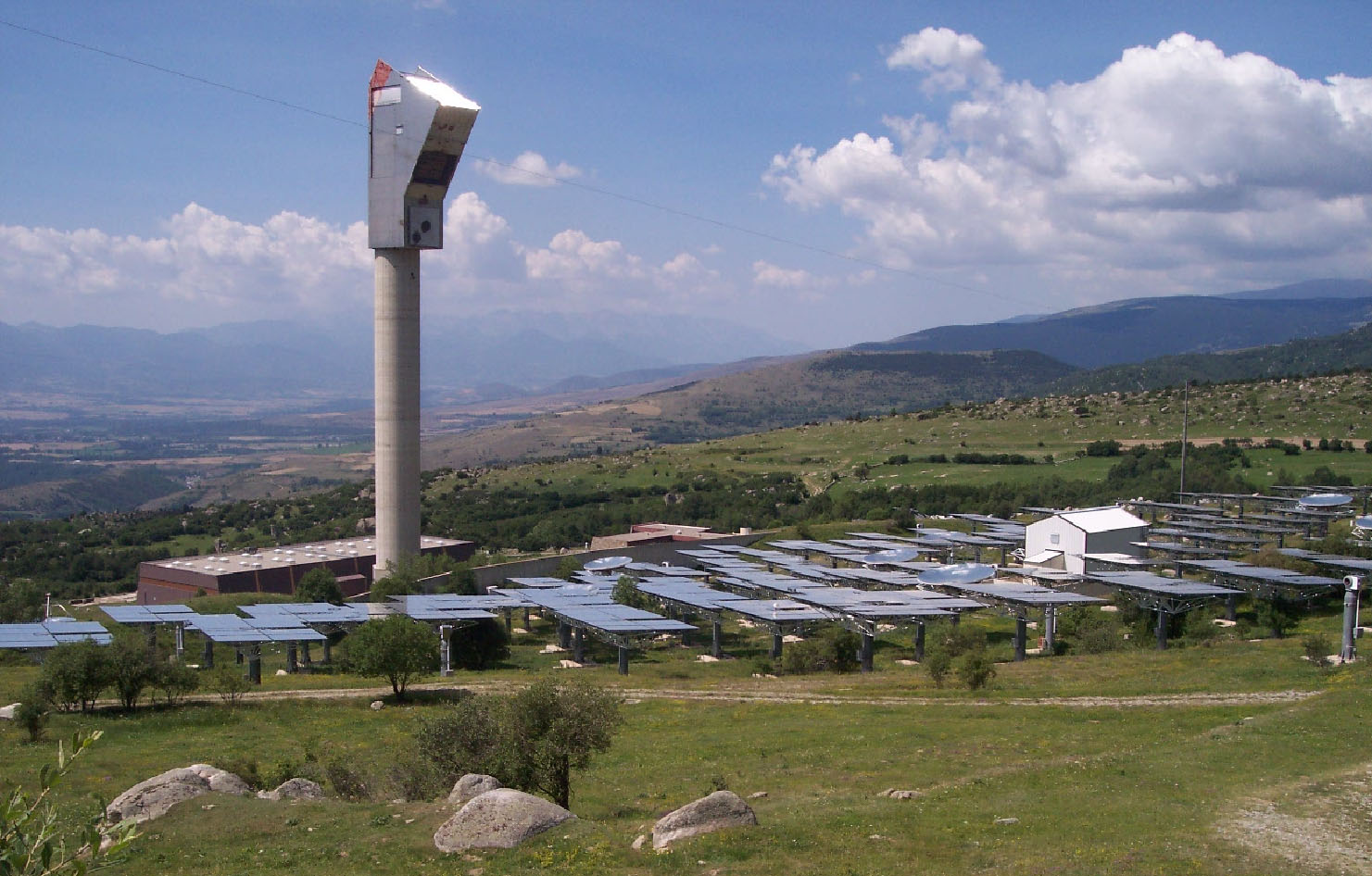
محطة الطاقة الشمسية سيميز (Themis) في إقليم البرانيس الشرقية بباريس، جنوب فرنسا

يقع الفرن في فونت روميو أوديلو، في إقليم البرانيس الشرقية بباريس، جنوب فرنسا. يتم اختيار هذا الموقع للأسباب التالية:
- معدل الإشعاع الشمسي لها كبير (أكبر من 2,500 ساعة في السنة)[1]
- نقاء الجو (على مستوى عالي من سطح البحر، ومستوى رطوبة منخفض)

تقع بالقرب من محطة الطاقة الشمسية سيميز (Themis) والفرن الشمسي بمونت لويس.

## مبدأ العمل

مبدأ العمل

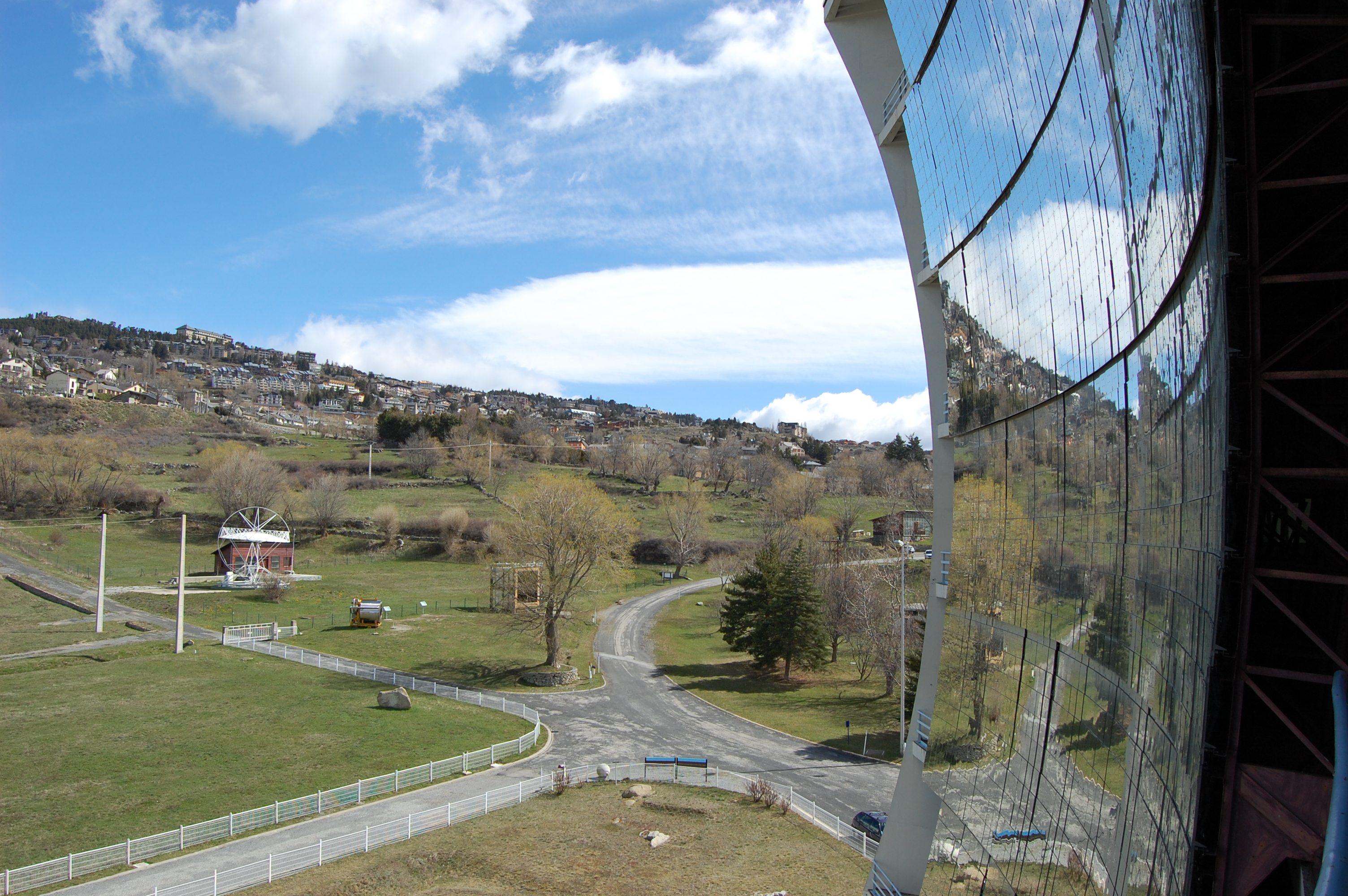
مركز القطع المكافئ في الوحدة الشرقية

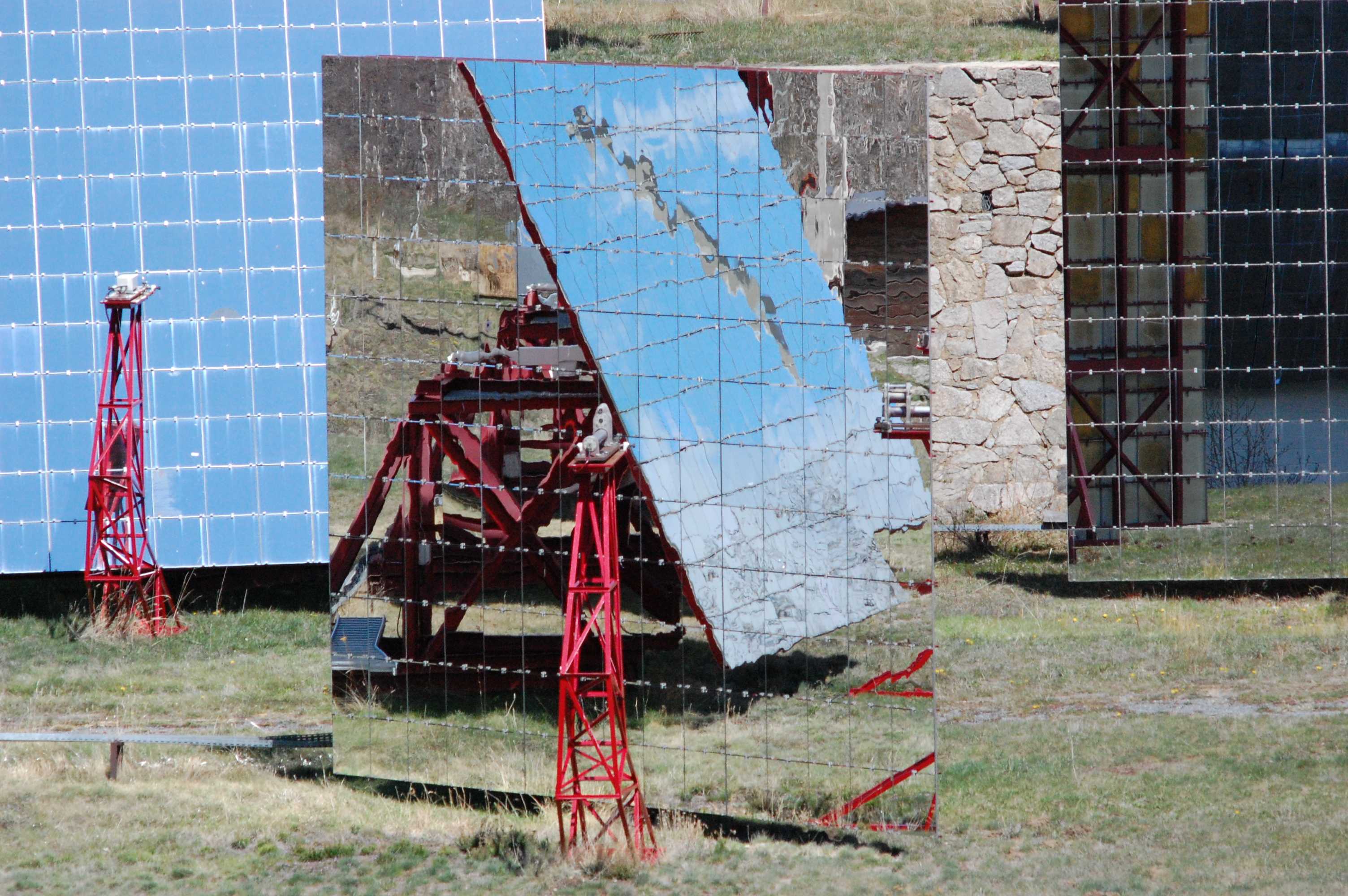
واحد من 63 وحدة هليوستات

المبدأ المستخدم في الفرن هو تركيز الأشهة باستخدام مرايا عاكسة (حوالي 9,600). تقوم المجموعة الأولى من المرايا بتجميع الأشعة الشمسية وإرسالها إلى المجموعة الثانية وتسمى المركزات، وتصنع على هيئة قطع مكافئة. وإرسال الأشعة إلى هدف في أعلى البرج المركزي، هذا الهدف قطره حوالي 40 سم. يحمل هذا الهدف طاقة حوالي 10,000 شعاع شمسي.

## المميزات
- يمكن الوصول إلى درجة حرارة عالية تصل إلى 3,500 درجة مئوية ( 6,330 فهرنهايت) في بضعة ثواني
- الطاقة مجانية ولا تسبب أي تلوث
- يستطيع الفرن أن يغير من درجة حرارته بسرعه كبير مما يتيح لنا دراسة تأثير الصدمات الحرارية
- لا توجد أي عوادم ناتجة من العملية (غاز احتراق، تلوث، نفايات، إلخ) حيث أن العنصر الوحيد الذي يتم تسخينة بالأشعة الشمسية هو المراد فحصة فقط.
- يمكن أن تتم هذه العملية في بئية مسخرة قابلة للرقابة والفحص

## الإستخدامات
تم توسيع مجالات البحث لتشمل صناعة الطيارات والفضاء. كما يمكن إجراء التجارب تحت ظروف كيميائية عالية النقاوة.

## التاريخ
في عام 1946، قام الصيدلي الفرنسي فليكس ترومب وفريقه في ميودن بإجراء تجربة لإثبات إمكانية الوصول إلى درجات حرارة عالية بشكل سريع جدا في بيئة نقية باستخدام المرايا العاكسة التي تقوم بتركيز الأشعة الشمسية. كان الهدف من التجربة هو إذابة عنصر خام واستخراج وفصل المواد النقية بداخلة لصنع مادة جديدة أكبر كفاءة.
لتحقيق هذه الهدف واختبار مختلف الاحتمالات، تم بناء الفرن الشمسي الأول في مونت لويس في عام 1949. بعد مرور سنوات قليلة، تم بناء الفرن الشمسي في أوديلو على نفس نموذج مونت لويس. بدأ بناء هذا الفرن في عام 1962 واستمر حتى عام 1968، وبدأ العمل في عام 1970.